# Miquel Nadal

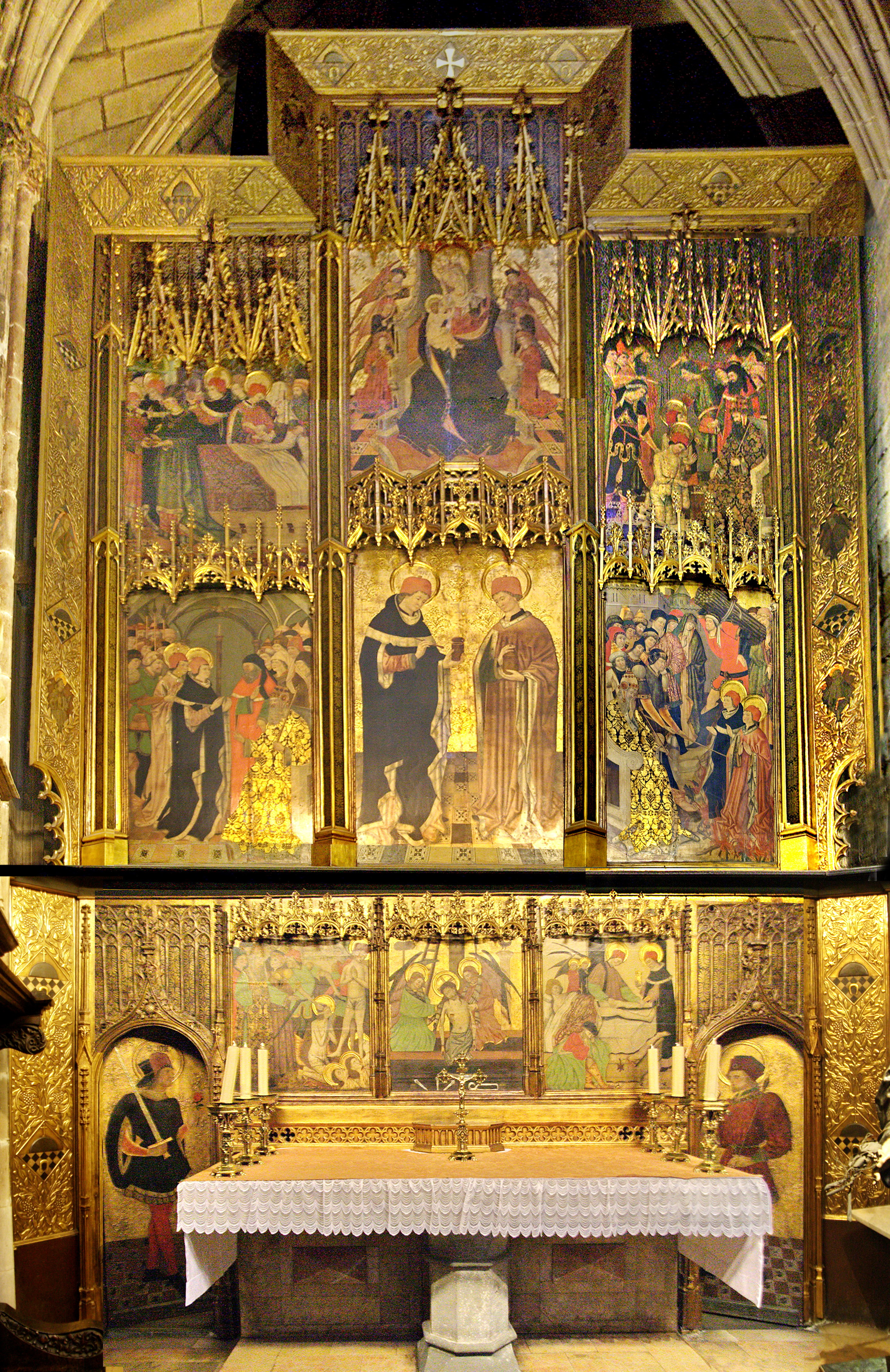
Taller de Bernat Martorell, Retablo de san Cosme y san Damián, Catedral de Barcelona.

Miquel Nadal, pintor gótico del siglo XV de origen valenciano.
Hijo de un agricultor vecino de Valencia, se desplazó a Barcelona, donde aparece por primera vez documentado en el año 1445 en una colaboración con el pintor Francesc Bergés en un retablo para la iglesia de Santa María del Mar.
En 1451 firmó un contrato con Bartomeua, viuda de Bernat Martorell y su hijo, para hacerse cargo de la continuación del taller de su marido, durante los años 1453-55, colabora con Bernat Martorell II, en la realización del retablo de San Cosme y San Damián de la catedral de Barcelona, pero enseguida tuvieron discrepancias, por lo que Miquel Nadal anuló dicho contrato en 1455, dejando obras pendientes como el retablo de Santa Clara y Santa Catalina también para la catedral, que finalizó el pintor Pedro García de Benavarre en 1458.